# Urduliz
Urduliz város Spanyolországban,  Bizkaia tartományban. Urduliz Barrika, Plentzia, Gatika, Laukiz, Erandio, Berango és Sopelana községekkel határos. Lakosainak száma 5711 fő (2024).

## Népesség
A település népessége az utóbbi években az alábbiak szerint változott:
| Lakosok száma | 3094 | 3176 | 3267 | 3338 | 3631 | 3930 | 4248 | 4456 | 5247 | 5711 |
|               | 2001 | 2004 | 2007 | 2009 | 2012 | 2014 | 2017 | 2019 | 2022 | 2024 |